# Rajdowe Mistrzostwa Europy 1959

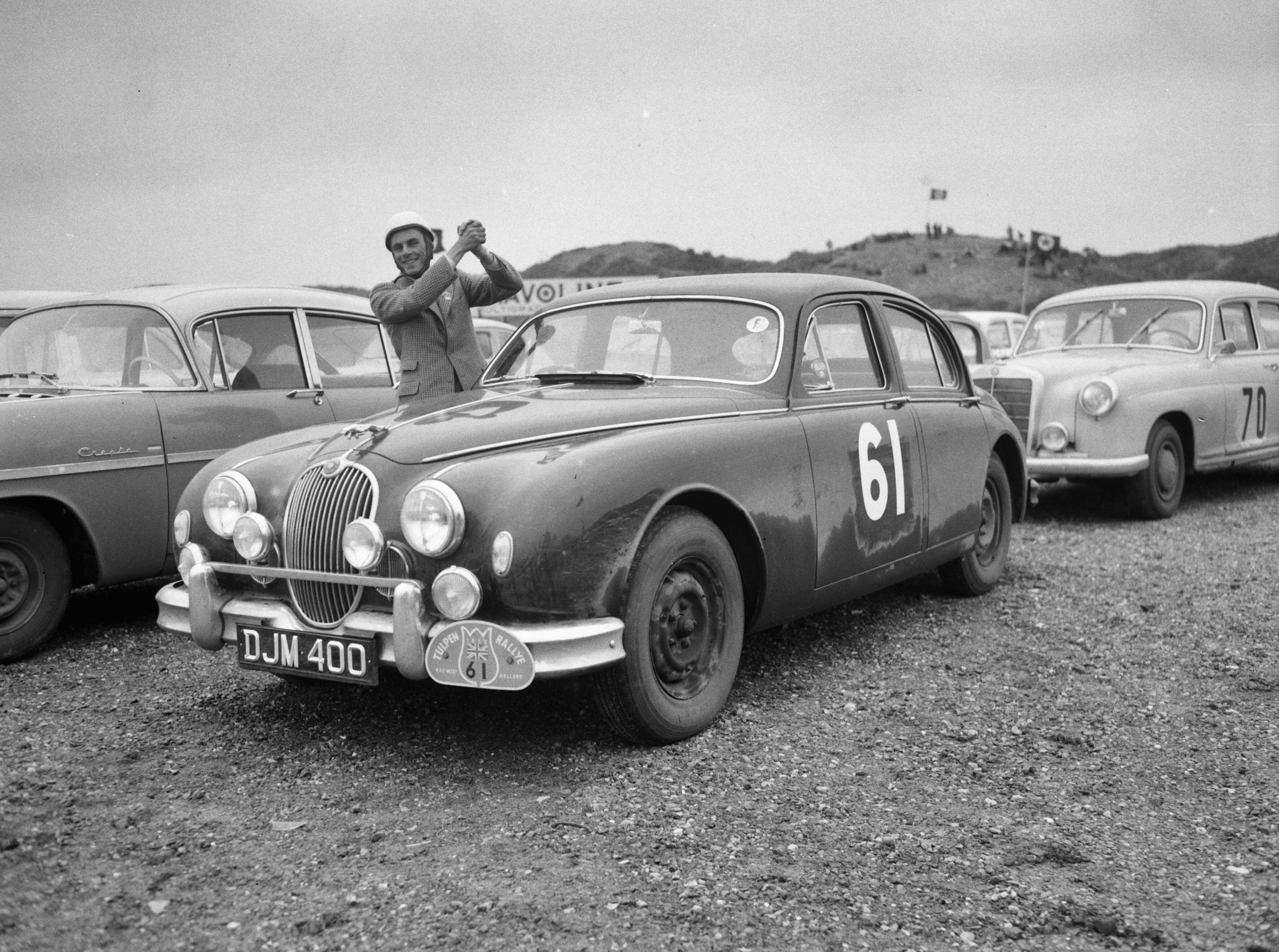
Zwycięzca Rajdu Tulipanów 1959 Brytyjczyk Donald Jude Morley przy swoim samochodzie marki Jaguar Mk2 3.4

Sezon Rajdowych Mistrzostw Europy 1959 był 7 sezonem Rajdowych Mistrzostw Europy (FIA European Rally Championship). Składał 13 rajdów, rozgrywanych w Europie.

## Kalendarz[1]
| Runda | Data               | Nazwa rajdu                                         | Zwycięzca               | Wyniki |
| ----- | ------------------ | --------------------------------------------------- | ----------------------- | ------ |
| 1     | 19-25 stycznia     | 28. Rallye Automobile de Monte-Carlo                | Paul Coltelloni         | Wyniki |
| 2     | 23-26 lutego       | 10. Automobilistico Int. del Sestriere              | Gianfranco Castellina   | Wyniki |
| 3     | 27 kwietnia-2 maja | 11. Internationale Tulpenrallye                     | Donald Morley           | Wyniki |
| 4     | 28-31 maja         | 7. Rajd Akropolu                                    | Wolfgang Levy           | Wyniki |
| 5     | 8-13 czerwca       | 10. Svenska Rallyt till Midnattssolen               | Erik Carlsson           | Wyniki |
| 6     | 23-30 czerwca      | 20. Critérium Int. de la Montagne - Coupe des Alpes | Paul Condriller         | Wyniki |
| 7     | 22-26 lipca        | 8. Rallye Adriatigue                                | Paul Coltelloni         | Wyniki |
| 8     | 14-16 sierpnia     | 9. Jyväskylän Suurajot - Rally of 1000 Lakes        | Gunnar Callbo           | Wyniki |
| 9     | 2-6 września       | 18. Liège-Rome-Liège                                | Robert Buchet           | Wyniki |
| 10    | 18-21 września     | 9. Viking Rally                                     | Hans Ingier             | Wyniki |
| 11    | 1-3 października   | 3. AvD/ADAC Deutschland Rallye                      | Erik Carlsson ?         | Wyniki |
| 12    | 16-21 listopada    | 8. RAC international Rally of Great Britain         | Gerry Burgess           | Wyniki |
| 13    | 3-6 grudnia        | 6. Rallye ACP Aveiro Estoril                        | José Luís Abreu Valente | Wyniki |

## Klasyfikacja kierowców[1]
| Msc. | Kierowca        | MON | ITA | NLD | GRE | SWE | FRA | JUG | FIN | BEL | NOR | GER | GBR | PRT | Punkty |
| ---- | --------------- | --- | --- | --- | --- | --- | --- | --- | --- | --- | --- | --- | --- | --- | ------ |
| 1    | Paul Coltelloni | 1   |     |     | 8   |     |     | 1   |     | 9   |     | ?   |     |     | 40.0   |
| 2    | Erik Carlsson   |     |     | 5   |     | 1   |     | 2   | 4   |     | 2   | ?   |     | 6   | 39.0   |
| 3    | Wolfgang Levy   |     | 9   |     | 1   |     |     | 6   |     |     |     | ?   | 0   | 9   | 38.0   |

| Kolor     | Opis                   |
| --------- | ---------------------- |
| Złoty     | Zwycięzca              |
| Srebrny   | 2. miejsce             |
| Brązowy   | 3. miejsce             |
| Zielony   | Punktowane miejsce     |
| Niebieski | Ukończył nie punktował |
| Fioletowy | Nie ukończył NU        |
| Czarny    | Wykluczony X           |
| Biały     | Nie wystartował NW     |
| Puste     | Nie brał udziału       |

| Msc. | Kierowca        | MON | ITA | NLD | GRE | SWE | FRA | JUG | FIN | BEL | NOR | GER | GBR | PRT | Punkty |
| ---- | --------------- | --- | --- | --- | --- | --- | --- | --- | --- | --- | --- | --- | --- | --- | ------ |
| 1    | Paul Coltelloni | 1   |     |     | 8   |     |     | 1   |     | 9   |     | ?   |     |     | 40.0   |
| 2    | Erik Carlsson   |     |     | 5   |     | 1   |     | 2   | 4   |     | 2   | ?   |     | 6   | 39.0   |
| 3    | Wolfgang Levy   |     | 9   |     | 1   |     |     | 6   |     |     |     | ?   | 0   | 9   | 38.0   |

| Kolor     | Opis                   |
| --------- | ---------------------- |
| Złoty     | Zwycięzca              |
| Srebrny   | 2. miejsce             |
| Brązowy   | 3. miejsce             |
| Zielony   | Punktowane miejsce     |
| Niebieski | Ukończył nie punktował |
| Fioletowy | Nie ukończył NU        |
| Czarny    | Wykluczony X           |
| Biały     | Nie wystartował NW     |
| Puste     | Nie brał udziału       |